# Autumn Falls
Autumn Falls, née le 4 août 2000 à Manhattan (New York), est une actrice pornographique américaine.

## Biographie
Elle est née à New York mais est d'origine portoricaine. Au lycée, elle faisait partie de l'équipe de piste et était pom-pom girl. Après avoir eu 18 ans, elle a commencé sa carrière en tant que camgirl pour le portail Camster, où elle a commencé à se faire connaître. Elle est gagnante en 2020 du prix XBIZ de la meilleure révélation.
À ce jour, elle a tourné plus de 253 films en tant qu'actrice.